# Projeto Não Compre Nada
O Buy Nothing Project é um conglomerado global de grupos comunitários, fundado em Bainbridge Island, Washington, em 2013, que incentiva a doação (ou reciclagem) de bens e serviços de consumo (chamados de "presentes de si mesmo" ) em preferência ao comércio convencional. O objetivo declarado do Projeto Buy Nothing é “construir comunidades resilientes onde a nossa verdadeira riqueza são as ligações forjadas entre vizinhos”.  Começou como uma campanha no Facebook (que existe agora tanto no Facebook como uma aplicação independente e autônoma) e criou grupos locais nos EUA e noutros países, angariando mais de 4000 voluntários e 7,5 milhões de pessoas. Milhões de membros da comunidade. 

## Organização e objetivos
O Projeto Não Compre Nada incentiva as comunidades locais a concentrarem-se na melhoria da comunidade em que vivem  e a manterem os grupos pequenos e locais para minimizar a distância percorrida para recolher os itens.  Não há críticas abertas ao consumismo, mas os objetivos do projeto incluem economizar dinheiro e reduzir o desperdício.  As cofundadoras dos projetos, Rebecca Rockefeller e Liesl Clark, dizem que não se trata apenas de reciclagem; é uma forma de alimentar a economia de oferta e construir uma comunidade. 
Espera-se que os membros sigam as regras e a declaração de missão do projeto,  embora na iteração tradicional, através de grupos do Facebook, os líderes ou moderadores do grupo possam escolher adaptar as regras para melhor se adequarem à sua comunidade local ou ao tipo de projeto que desejam coordenar. 
A filiação é restrita a pessoas maiores de idade, conforme prescrito pelas leis da localização geográfica de cada grupo. 